# Ju Nakasatoová
Ju Nakasatoová (japonsky 中里 優, * 14. července 1994 Fučú) je japonská fotbalistka.

## Reprezentační kariéra
Za japonskou reprezentaci v letech 2016 až 2018 odehrála 20 reprezentačních utkání.

## Statistiky
| Japonsko | Japonsko | Japonsko |
| Roky     | Záp.     | Góly     |
| -------- | -------- | -------- |
| 2016     | 3        | 0        |
| 2017     | 13       | 0        |
| 2018     | 4        | 0        |
| Celkem   | 20       | 0        |

## Úspěchy

### Reprezentační
- Mistrovství světa do 20 let:  2012